# Stanlio e Ollio
(Oliver Hardy, intervista con John McCabe, 1953)
Stanlio e Ollio, in inglese Laurel & Hardy, sono stati il più famoso duo comico della storia del cinema, interprete del genere slapstick, composto dal britannico Stan Laurel (Stanlio in italiano, Stanley o Stan in inglese) e dallo statunitense Oliver Hardy (Ollio in italiano, in inglese Oliver, Ollie o Babe). Già prima di lavorare in coppia erano entrambi attori affermati; Laurel aveva lavorato in 50 produzioni, Hardy in 250. Durante la loro carriera in coppia, durata dal 1919 (con una pausa di sette anni fino al 1926) al 1951, hanno interpretato 106 film.

## Storia

### Gli inizi (1919-1927)

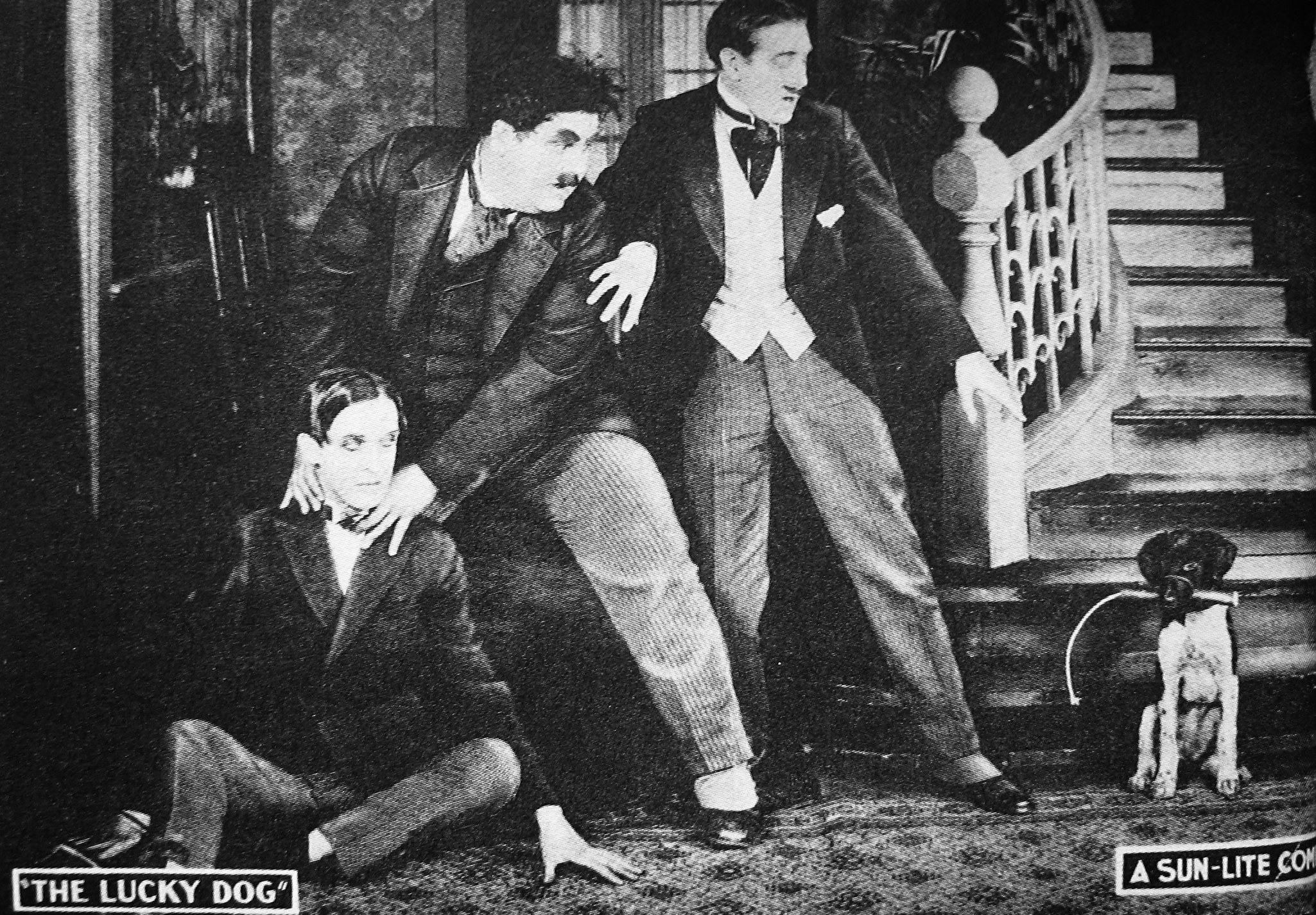
Stanlio e Ollio nel loro primo film, Cane fortunato (The Lucky Dog, 1921)

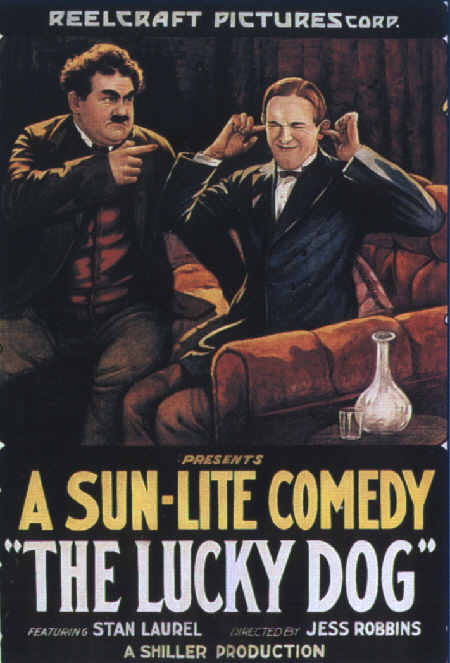
Locandina del film Cane fortunato (1921)

All'epoca del loro primo incontro, era prassi comune per gli attori comici non legarsi a particolari studi cinematografici e lavorare secondo le opportunità disponibili. Fu così che a novembre del 1919 Stan Laurel e Oliver Hardy furono scritturati insieme nel cast della comica Cane fortunato (uscita poi nel 1921), su iniziativa del produttore Gilbert Anderson. Sebbene i personaggi interpretati (Stan un giramondo pasticcione, Oliver un bandito) non presentassero ancora nessuna delle loro caratterizzazioni future e nulla lasciasse presagire che avrebbero lavorato ancora insieme, questo corto è considerato come una sorta di proto-invenzione del duo per come, pur a livello embrionale, dimostrassero già un certo affiatamento, specie in quei tratti di interazione conflittuale di coppia, basata sul marcato contrasto dei caratteri e dell'aspetto fisico su cui poi fondarono il loro stile comico.
Dopo quest'esperienza, approdati entrambi agli Hal Roach Studios (Hardy come attore, Laurel anche come sceneggiatore e regista), si incrociarono di nuovo nel 1926 per il film Get 'Em young, in cui Laurel dirigeva e Hardy era uno degli attori protagonisti. La lavorazione ebbe un inizio travagliato, a causa di Oliver che si ustionò accidentalmente in un incidente domestico e venne sostituito, per volere del produttore Hal Roach, dallo stesso Stan, che dovette quindi rinunciare alla regia. Fu Roach a raccontare che Laurel, messo al corrente dell'incidente di Hardy e correndo sul set furioso, cadde a terra in maniera comica, suscitando l'interesse in Roach per la verve dei due attori.
Nel 1927 nacque ufficialmente il duo; nei loro primi lavori, tuttavia, i personaggi avevano nomi e connotati diversi da quelli con cui diventarono noti. Nel corto successivo, Zuppa d'anatra, ad esempio, utilizzarono i nomi Hives e Maltravers; il cortometraggio acclamato e riconosciuto come primo vero corto della coppia, da Leo McCarey e dallo stesso Stan, è Metti i pantaloni a Philip, in cui ancora interpretano ruoli non legati alla futura caratterizzazione della coppia Laurel & Hardy.
Nel 1928 i loro personaggi, in alcune comiche, inizieranno a possedere il nome di Laurel e Hardy e solo nel 1929 raggiunsero e agglomerarono tutte le caratteristiche standard per essere chiamati "Stanlio e Ollio".
Con Metti i pantaloni a Philip ebbe ufficialmente inizio l'unione di Stan Laurel con Oliver Hardy, che li porterà a girare 106 film (una media di 7-8 all'anno) tra corti e lungometraggi, accompagnati da cast di attori non protagonisti spesso ricorrenti. Le spalle che più spesso lavorarono con loro furono, tra il 1927 e il 1929, James Finlayson, Edgar Kennedy e Tiny Sandford in ruoli da antagonisti; per i ruoli femminili, Dorothy Coburn, Anita Garvin, Viola Richard e Dorothy Christy, spesso in ruoli antagonistici di mogli tiranniche o donne con cui Stanlio e Ollio venivano a trovarsi in conflitto.
Dal 1931 in poi alcuni interpreti dei personaggi secondari cambiarono, anche se alcuni accompagnarono la coppia per quasi tutta la loro carriera cinematografica. Fra gli altri vi sono Finlayson, presenza ricorrente fino al 1940, Mae Busch in ruoli femminili, Charlie Hall e Billy Gilbert in ruoli di antagonista o vittima.

### Dal muto al sonoro (1929-1930)
Già dalla metà degli anni venti, con la massiccia diffusione della radio nelle case degli statunitensi, i maggiori studi di produzione cinematografica intuirono le grandi opportunità commerciali ed espressive offerte dal mezzo sonoro applicato al cinema che, dopo alcuni esperimenti, mostrò tutto il suo potenziale nel primo film parlato: Il cantante di jazz, del 1927.
Prendendo atto delle inarrestabili evoluzioni tecnologiche e dei gusti del pubblico, le case di produzione, tra cui la Roach, si dotarono delle strumentazioni tecniche necessarie e misero in cantiere le prime pellicole parlate. Il passaggio, tuttavia, non era privo di rischi, specie nel cinema comico: molti attori (fra cui Laurel e Hardy) si domandarono se il loro stile, fino a quel momento incentrato in prevalenza sullo slapstick e la fisicità, avrebbe retto alla prova del sonoro, dove avrebbero dovuto privilegiare i dialoghi alla pantomima (molte star del muto, in effetti, fallirono questa transizione sancendo il proprio brusco declino). Laurel, inoltre, era preoccupato dalla resa della sua voce, in virtù della sua percepibile pronuncia dialettale dell’Inghilterra settentrionale e degli esiti di un sigmatismo in età giovanile.
Non mancò un velato riferimento all'apprensione generata da questo drastico cambio nel titolo del loro primo film sonoro: Non abituati come siamo. Uscito nel 1929, tuttavia, il notevole successo di pubblico e critica (la quale lodò unanimemente la qualità del film e l'evoluzione del loro stile) fugò ogni dubbio sull'opportunità di proseguire su quella strada.
Per un breve periodo la Roach girò in sonoro, ricavando anche versioni mute (per soddisfare la domanda delle sale non ancora dotate delle apparecchiature di diffusione audio), per poi passare definitivamente a film parlati nel 1930.

### I primi lungometraggi (1929-1934)
(Stan Laurel, come riportato da Skretvedt, op.cit.)
Inizialmente, sia Roach che Laurel si mostrarono scettici riguardo alla produzione di lungometraggi. Nonostante il crescente favore del pubblico verso questo formato già dalla metà degli anni venti, ritenevano che corti di 2 o 3 rulli (circa 20-30 minuti) costituissero la durata ideale di un soggetto comico, e temevano che film di 1 ora o più avrebbero rischiato di diluire troppo lo svolgimento, compromettendone il ritmo e la comicità. A sostegno della loro titubanza, vi erano precedenti di altri attori comici che vi si erano già cimentati con risultati deludenti.
Tuttavia, un lungometraggio di successo avrebbe garantito introiti di gran lunga superiori ai corti; alla fine, gli altissimi costi operativi, aggravati dalla crisi economica conseguente al crollo di Wall Street del 1929, indussero Roach a riconsiderare le sue posizioni. In quell'anno, quindi, Laurel & Hardy debuttarono in uno sketch nel lungometraggio Hollywood che canta e nel 1930 in alcune scene del film-operetta Il canto del bandito, diretto da Lionel Barrymore.

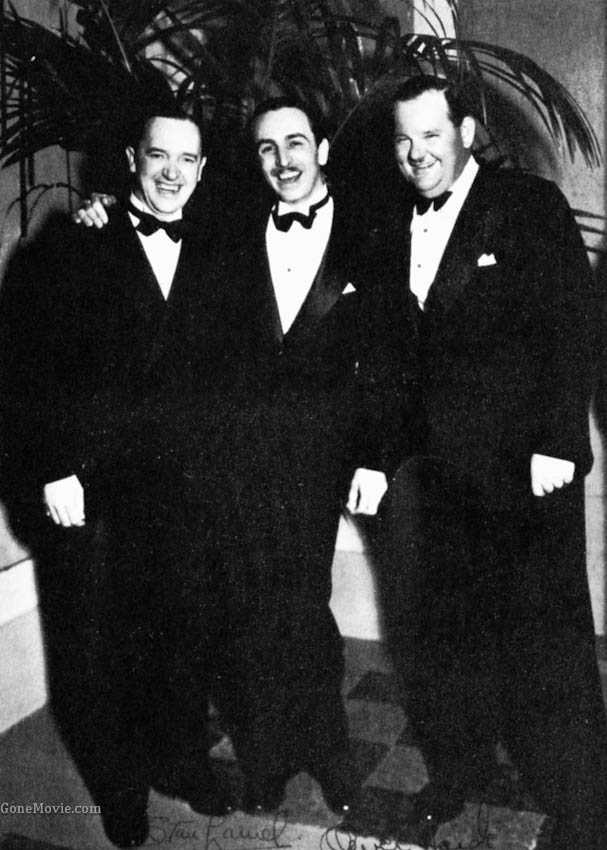
Laurel e Hardy con Walt Disney (1930)

Dopo questi camei, nel 1931 la coppia girò il proprio primo film lungo da protagonista Muraglie. Il trattamento, originariamente pensato per un corto di 2 rulli, fu espanso fino a farne un film di 70 minuti, in parte anche per cercare di ammortizzare la costosissima produzione (durata oltre 6 mesi) causata dall'imponente scenografia e dalle edizioni multilingue, compreso l'italiano. La critica si espresse in maniera discorde e, a giudizi positivi, ne seguirono altri più sfavorevoli (fra cui quello di Laurel stesso) in cui veniva evidenziata la scarsa omogeneità della storia, nella quale gag divertenti e riuscite si alternavano a momenti fiacchi e slegati. Fu tuttavia l'ottimo successo al botteghino a indurre Roach nel proseguire la produzione di lungometraggi (alternandoli fino al 1935 ai corti), facendo seguire a questo I due legionari (1931), Il compagno B (1932) e I figli del deserto (1933); tra i corti di questo periodo sono da citare I monelli, Andiamo a lavorare, Il circo è fallito, Anniversario di nozze, Il regalo di nozze, Il fantasma stregato e Vita in campagna. Tra quelli di maggior successo, tuttavia, è da citare La scala musicale (1932), vincitore del premio Oscar per la migliore comica. Nel 1997 venne scelto per la conservazione nel National Film Registry della Biblioteca del Congresso degli Stati Uniti.
(Hal Roach, come riportato da Governi, op.cit.)
Pur avendo raggiunto il picco creativo e di notorietà con questo riconoscimento, la coppia sembrava trovarsi meno a proprio agio con film di lunga durata, e la critica cinematografica espresse giudizi discordi sulla loro riuscita, notando come questi, più che su una storia unica e coerente, fossero basati sull'accostamento di varie situazioni che prima venivano sviluppate in un singolo cortometraggio.
Il successivo lungometraggio, Fra Diavolo (1933) inaugurò la consuetudine, imposta da Roach contro il parere di Laurel, di ricorrere a film-operetta, rielaborazioni comiche di lavori teatrali di successo del XIX secolo a opera di Daniel Auber, Victor Herbert e Michael William Balfe, nelle quali poter inserire sottotrame musicali e romantiche. Allo stesso filone appartiene Nel paese delle meraviglie, uscito nel 1934. Durante la lavorazione Walt Disney, ammiratore di Laurel e Hardy nonché amico di Hal Roach, acconsentì che una scimmia interpretasse il ruolo di Topolino e che fossero presenti i Tre Porcellini (con tanto di tema originale): fu una delle rare volte in cui un personaggio Disney appariva in un film che non fosse da essa stessa prodotto.

### L'era dei lungometraggi (1935-1937)
Nel 1935, dopo aver girato il corto Gelosia, la coppia iniziò la produzione del lungometraggio Gli allegri eroi. Il film ebbe una lavorazione travagliata e rischiò di non vedere mai la luce quando il contratto di Laurel, in scadenza a maggio di quell'anno, fu rescisso unilateralmente da Roach il 16 marzo sulla base di dissidi inconciliabili sui soggetti dei film. Roach riferì che, al rifiuto di Laurel di firmare un nuovo accordo a lungo termine sotto clausole riviste, non ci sarebbero stati altri film della coppia e che Hardy avrebbe ricoperto il ruolo di protagonista in una nuova serie intitolata The Hardy Family (poi cancellata) con Patsy Kelly e Spanky McFarland. Alla fine, la controversia tra le parti si ricompose con la firma di un nuovo contratto l'8 aprile e la produzione poté proseguire. Terminato questo film, Laurel & Hardy girarono il loro ultimo corto da protagonisti, Fratelli di sangue, dedicandosi da quel momento in poi solo a lungometraggi, a iniziare da La ragazza di Boemia, di nuovo con una storia tratta da un'operetta di Balfe. Le tensioni tra Laurel e Roach si acuirono di nuovo. Come già accaduto nel 1934, Laurel fece un ulteriore vano tentativo di negoziare un contratto congiunto e di ottenere una percentuale sui diritti dei loro film. Roach non si mosse dalle sue posizioni e insistette nel mantenere il potere economico e contrattuale garantitogli dagli accordi separati. Al contrario di artisti come Charlie Chaplin, che produceva i suoi film e ne era l'unico beneficiario, Laurel e Hardy erano e rimasero sempre semplici dipendenti degli studi Roach.
Come concessione allo scopo di stabilire una tregua sui sempre più frequenti dissidi, Roach, pur rimanendo il finanziatore esclusivo, abbandonò i propositi di ulteriori storie operettistiche, sempre invise a Laurel, e acconsentì che a produrre i due film successivi, Allegri gemelli (1936) e I fanciulli del West (1937) fosse Stan, attraverso la sua neonata società "Stan Laurel Productions".

### Gli ultimi film prodotti da Hal Roach (1938-1940)

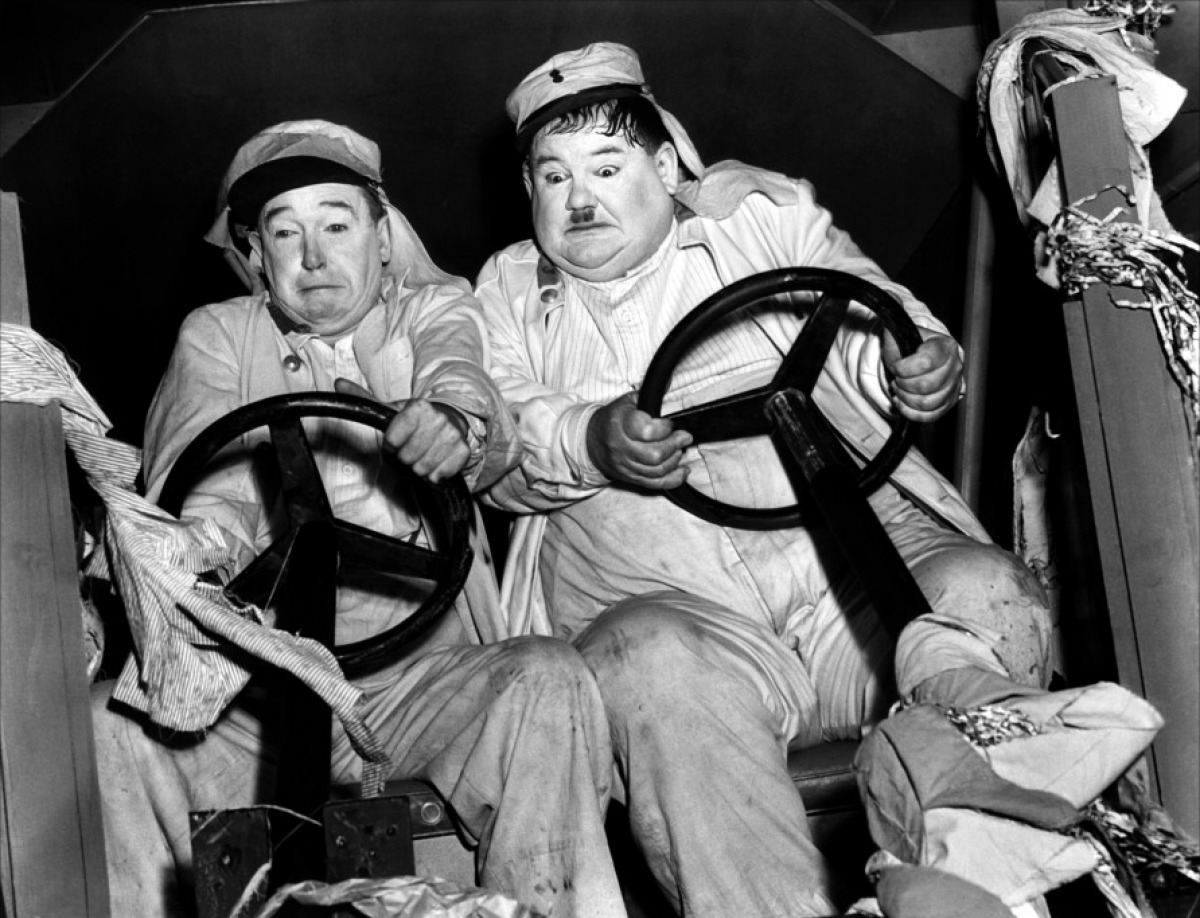
Stanlio e Ollio ne I diavoli volanti (1939)

Nel 1938 i rapporti tra Roach e Laurel, già compromessi dalle vicissitudini sentimentali di quest'ultimo e dai continui contrasti sulla scelta delle storie da girare, giunsero a una nuova rottura. In quell'anno, mentre Stan e il suo team di sceneggiatori lavoravano a un copione che, tuttavia, stentava a prendere forma, la Roach Productions si trovò in difficoltà finanziarie e dovette ricorrere a un prestito bancario, la cui concessione era vincolata all'esistenza di un film in corso di riprese. Per riuscire a mettere in cantiere una produzione economica e iniziare a girare nel pochissimo tempo disponibile, Laurel propose un rifacimento del loro primo film sonoro Non abituati come siamo, uscito nove anni addietro. Si iniziò a girare appena una settimana dall'inizio della stesura della sceneggiatura; la lavorazione del film (intitolato Stanlio e Ollio teste dure) fu caratterizzata dalle frequenti assenze ingiustificate di Laurel, a causa dei suoi problemi matrimoniali; sia Roach sia il figlio, Hal junior (produttore esecutivo della pellicola), gli contestarono la cattiva pubblicità, generata dall'ampia eco sulla stampa, che questi causarono agli studios, e il presunto abuso di alcol durante le riprese, al punto da dichiarare di essersi trovati costretti a tagliare delle scene in cui Laurel sarebbe apparso visibilmente alterato. Dopo alcuni tentativi falliti di mediazione per tramite dei rispettivi avvocati, la Roach Productions prima lo depennò dai compensi, poi, invocando la clausola morale, risolse definitivamente il contratto il 12 agosto 1938.
In assenza di Laurel, Roach decise di produrre un film mettendo in coppia Oliver Hardy, ancora legato da un contratto individuale, con Harry Langdon, ex stella del muto che collaborava ai copioni della coppia, e non recitava da diversi anni. Uscito nel 1939, Zenobia - Ollio sposo mattacchione, per stessa ammissione di Roach, si rivelò un totale insuccesso, ottenendo risultati deludenti di critica e incassi e inducendolo a rinunciare a un secondo film della coppia Langdon - Hardy, già annunciato, dal titolo di lavorazione Road show.
(Hal Roach, come riportato da Randy Skretvedt, op.cit.)
A questo punto, Roach e Laurel (che nel frattempo aveva citato in giudizio gli studios per 700 000 dollari di danni derivati dalla cessazione unilaterale del contratto) decisero di ricomporre la controversia tramite un accordo extra-giudiziale. Laurel ritirò la causa e ricevette a titolo di risarcimento una somma imprecisata, la cui disponibilità fu tuttavia vincolata all'esito della sua causa di divorzio, ancora in corso. Roach riassunse Stan e firmò con lui e Oliver due nuovi contratti individuali di un anno, l'8 aprile 1939.
In quell'anno, gireranno tre film, uno per la RKO Pictures con la produzione di Boris Morros, I diavoli volanti, e due prodotti da Roach per la United Artists, Noi siamo le colonne e C'era una volta un piccolo naviglio, entrambi usciti nel 1940.

### Il periodo con la 20th Century-Fox e la Metro-Goldwyn-Mayer (1941-1945)
Come già anticipato dalla stampa nel febbraio 1940, i contratti che legavano Laurel, Hardy e la Hal Roach Productions terminarono il 5 aprile di quell'anno, e nessuna delle parti intese rinnovarli; Laurel, in particolare, si sentiva finalmente libero dalle ingerenze di Roach ed era fiducioso di poter siglare altrove un nuovo accordo in cui, come produttore indipendente, avrebbe potuto disporre del pieno controllo creativo sui film. Mentre il loro agente, Ben Shipman, era impegnato in trattative con varie case di produzione, la coppia fece alcune apparizioni per beneficenza e intraprese un tour teatrale tutto esaurito (the Laurel & Hardy revue) negli Stati Uniti, esordendo a Omaha in settembre e concludendo a Buffalo nel dicembre 1940.

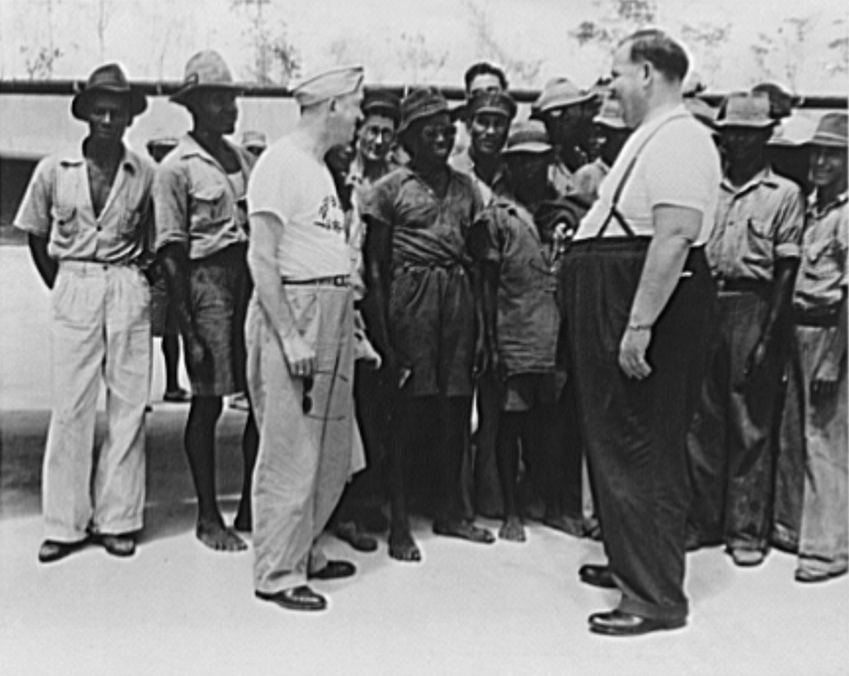
Stanlio e Ollio in visita a una base militare dei Caraibi con la United Service Organization (USO) Flying Showboat (1943)

I tempi erano cambiati: l'epoca d'oro del cinema comico, a cavallo tra gli anni venti e trenta, era tramontata, e la vecchia generazione di attori comici come Charlie Chaplin, Harold Lloyd, Buster Keaton e Harry Langdon si era già ritirata o era sul viale del tramonto; nuovi interpreti come Gianni e Pinotto si affacciarono sulla scena con uno stile ritenuto più consono ai gusti dell'epoca. Con questi presupposti, Shipman trovò grandi difficoltà a negoziare un contratto alle condizioni di Stan. Le major erano riluttanti a esporsi finanziariamente in film in cui una sola persona avrebbe avuto pieno controllo; a suo sfavore, inoltre, giocava la fama di inaffidabilità causata dai precedenti screzi con Roach, cui la stampa aveva dato ampio risalto.
Laurel & Hardy risentirono economicamente dei quasi due anni di inattività dal loro ultimo film, principalmente a causa di tasse arretrate e degli altissimi assegni di mantenimento dei loro precedenti matrimoni. Dopo alcune trattative non andate in porto, Shipman (che gestì sempre la trattativa per conto della coppia senza che questa fosse direttamente coinvolta nelle discussioni), ricevette una proposta dalla 20th Century Fox e si giunse, nell'aprile del 1941, alla firma di un contratto (a 50 000 dollari a film) per produrre un lungometraggio, con opzione per altri nove in cinque anni. L'accordo conteneva una clausola di non esclusività che avrebbe consentito loro di produrre film per altri studi, se lo avessero desiderato e a esibirsi in pubblico (come poi effettivamente avvenne).
Dopo l'esperienza con una piccola casa di produzione con budget limitati come la Roach, Laurel era euforico all'idea di poter disporre degli imponenti mezzi di una major, ma la realtà si mostrò presto diversa dalle sue aspettative. Abituato ad avere il controllo, o a poter influenzare le varie fasi di realizzazione di un film, dal soggetto, alla sceneggiatura, alla regia, fino al montaggio e privo del fidato cast e della troupe d'un tempo, si trovò con la Fox a dover lavorare nel contesto, a lui non congeniale, di una casa cinematografica senza esperienza in produzioni comiche e con i diversi ruoli rigidamente organizzati e non comunicanti tra loro. Anche il metodo di lavorazione dei film (da "catena di montaggio" come lo definì Laurel) si conciliava male con le abitudini della coppia. Alla Fox (dove venivano prodotti oltre cinquanta film l'anno) era consuetudine lavorare su sceneggiature dettagliatissime che dovevano essere seguite fedelmente, per essere certi di rispettare le scadenze e i finanziamenti disponibili; al contrario, la Roach perseguiva un approccio artigianale, non più di sei-sette produzioni l'anno, tipicamente girate in ordine sequenziale; i soggetti e le sceneggiature erano meno dettagliati (talvolta semplici abbozzi) e lasciavano molta discrezionalità alle modifiche creative in corso d'opera e all'improvvisazione.
Ne risultò per Laurel la quasi impossibilità di poter esercitare il proprio talento artistico, dovendosi limitare a interpretare copioni scritti da altri che stravolgevano le caratterizzazioni della coppia.
(Stan Laurel, intervista con John McCabe negli anni 1950 a proposito dell'esperienza con la 20th Century-Fox)
Il sostanziale cambiamento di approccio ai film di Laurel e Hardy fu annunciato dalla Fox stessa, in un comunicato stampa, alla vigilia dell'uscita del primo film, Ciao amici! (1941):
(Comunicato stampa della Fox, 22 settembre 1941)
La pellicola riscosse il gradimento del pubblico e ottimi incassi, ma la critica non fu concorde sui giudizi e sul nuovo stile della coppia. Ad esempio la rivista Variety, solitamente critica nei loro confronti, spese parole lodevoli definendola:
(Variety, 1941)
Mentre il New York Times fu decisamente più critico (con giudizi via via sempre più negativi verso le loro produzioni degli anni 1940), con un articolo rivelatore delle circostanze in cui la coppia si trovò a lavorare:
(The New York Times, 1941)
Gli ottimi riscontri indussero Laurel e Hardy a rinnovare il contratto, nella speranza di poter esercitare maggiore influenza artistica sulle produzioni future. La situazione, tuttavia, non mutò nel film successivo Sim salà bim, la cui sceneggiatura fu scritta senza alcun apporto creativo di Laurel, mentre la coppia era impegnata nella tournée teatrale Hell-a-Belloo negli USA tra gennaio e febbraio del 1942. Uscito pochi mesi dopo, nonostante il buon successo al botteghino, ricevette in prevalenza critiche negative.
La seconda guerra mondiale frattanto imperversava, influenzando significativamente il mondo del cinema su vari fronti. Nel novembre 1941 Laurel e Hardy intrapresero una tournée, con altre celebrità dell'epoca (tra cui Chico Marx), nelle basi militari di Porto Rico, Antigua, Saint Lucia, Trinidad e la Guyana britannica per sostenere il morale delle truppe; nello stesso anno, il loro vecchio produttore Hal Roach fu richiamato in servizio, riprendendo il suo grado di tenente colonnello, e i suoi studios messi a disposizione dell'esercito per girare film dimostrativi a supporto dello sforzo bellico.
Per le major che potevano permettersi di continuare la produzione, i budget e il personale per la realizzazione dei film erano ridotti (la Fox stessa si trovò in questa situazione quando, allo scoppio della guerra, circa 800 dipendenti vennero richiamati alle armi); le storie, inoltre, erano spesso influenzate dagli eventi bellici (anche questo fatto estraneo alle tipiche ambientazioni dei film di Stanlio e Ollio, in cui l'attualità rivestiva di solito un ruolo marginale). Fu questo il caso del film successivo: dopo due produzioni con la Fox, per cambiare aria e nella speranza di ritoccare le vette del decennio precedente, si accordarono con la vecchia MGM per produrre il lungometraggio Il nemico ci ascolta (1943), in cui interpretano due agenti incaricati di scoprire i piani sabotatori dei nazisti; la produzione partì sotto migliori premesse, con Stan messo in condizioni di fornire contributi artistici, coadiuvato dal suo vecchio collaboratore Charley Rogers alla sceneggiatura e da altro personale degli studi Roach; anche in questo film, a riscontri commerciali positivi seguirono giudizi critici deludenti.
Di ritorno alla Fox, girarono Allegri imbroglioni e Maestri di ballo, entrambi nel 1943, per poi tornare di nuovo alla MGM per Sempre nei guai, alla cui sceneggiatura collaborò anche Buster Keaton. Laurel e Hardy si sforzano di ricreare le atmosfere dei vecchi lungometraggi Roach con il successivo film per la Fox, Il grande botto, di nuovo con una storia legata alla guerra in corso. Il film venne accolto molto freddamente sia dal pubblico sia dalla critica (fu addirittura l'unico lungometraggio con Stanlio e Ollio protagonisti che in Italia non uscì mai al cinema), subendo un'ondata di recensioni negative all'epoca negli USA e persino l'inclusione nel libro I 50 peggiori film di tutti i tempi.
Nel 1945 fu la volta dell'ultimo film Fox, I Toreador. La qualità della sceneggiatura era sempre scadente tanto che lo stesso Laurel, nelle occasioni in cui ne aveva la possibilità, interveniva a modificarla. Quest'ultimo film, nonostante un buon successo al botteghino, confermò ancora una volta, come nel caso de Il grande botto, che nel ripristinare i meccanismi comici dei vecchi film degli anni 1930, Laurel e Hardy finivano con l'essere ripetitivi e privi di freschezza recitativa.

### La pausa cinematografica e i tour teatrali in Europa (1946-1950)
Scaduto il contratto con la Fox, Laurel e Hardy non lo rinnovarono (nonostante l'offerta della major) e decisero di sospendere la carriera cinematografica, pur coltivando il proposito di tornare a lavorare per il grande schermo, a fronte di offerte di qualità. Durante il 1946 Laurel lavorò a una storia con lo sceneggiatore Sam Locke che non venne mai completata. Si parlò anche di un film basato sulla storia di Robin Hood, da girare in Inghilterra, ma anche questo proposito restò sulla carta.
Nel 1947, visto il successo negli Stati Uniti ormai ai minimi, la coppia accettò di buon grado la proposta dell'impresario britannico Bernard Delfont, loro vecchia conoscenza, di intraprendere una lunga serie di tournée in Europa; esordirono a Southampton l'11 febbraio e toccarono il Regno Unito, Danimarca, Francia, Belgio e Svezia. Il tour si protrasse per quasi due anni con ottimi riscontri di pubblico (con una necessaria pausa dopo nove mesi per permettere a Hardy il rinnovo del permesso di lavoro per cittadini stranieri), concludendosi nel gennaio 1948.
Ammalatosi di diabete attorno al 1949, Stan Laurel restò inattivo fino a metà del 1950; nel frattempo Hardy partecipò a un tour teatrale per lo spettacolo Uomini alla ventura (What price glory?) diretto da John Ford e apparve in ruoli da non protagonista nei film Dopo Waterloo del 1949 con John Wayne e La gioia della vita l'anno dopo con Bing Crosby.

### Atollo K: l'ultimo film (1950-1951)
In Europa, al contrario degli Stati Uniti, la popolarità della coppia era ancora intatta, grazie ai tour e agli undici film girati dopo Teste dure del 1938 e distribuiti solo dopo il blocco causato dalla guerra, tra il 1947 e il 1949. L'industria cinematografica europea era ansiosa di ripartire e si pensò che una produzione con due interpreti di spicco come Laurel e Hardy avrebbe dato uno slancio significativo alla ripresa. Un consorzio di case cinematografiche italo-francese presentò un'offerta; Laurel si era frattanto rimesso abbastanza per lavorare e, considerato un budget di 2 milioni di dollari, imponente per l'epoca, e un generoso cachet, la coppia accettò, intrigata dall'opportunità di lavorare per il loro primo film girato fuori dagli Stati Uniti e ritenendo ci fossero le premesse per un prodotto di qualità.
La lavorazione del film fu funestata da problemi organizzativi e imprevisti di ogni genere. Già durante la stesura del trattamento, il team di sceneggiatori (composto da italiani, francesi e americani che parlavano solo le rispettive lingue madri) si trovò nell'impossibilità di comunicare. Quando, dopo svariati mesi di lavoro ritennero di avere un copione utilizzabile, Laurel e Hardy giunsero dagli Stati Uniti; fecero tappa in Italia per un rapido tour promozionale nel luglio 1950, toccando Sanremo e la Liguria, Milano e Roma, venendo ovunque accolti trionfalmente; si recarono infine a Parigi per iniziare la produzione. Laurel restò profondamente deluso dalla qualità della sceneggiatura, e si mise al lavoro con l'aiuto del comico Monty Collins per migliorarla.
Si iniziò a girare l'8 agosto 1950, sotto la direzione di Léo Joannon; secondo i piani originali, il cast avrebbe dovuto comprendere attori noti come Totò, Fernandel e Simone Simon; si fece anche il nome di Walter Chiari, ma nessuno di questi venne alla fine scritturato. I problemi di comunicazione, dovuti alla troupe multilingua, si ripresentarono sul set. Stan e Oliver erano tra i pochi a parlare inglese, rendendo così difficile la collaborazione con il regista francese, il cast misto italiano-francese e la produzione. Stan, già malato di diabete, venne colto da nuovi problemi di salute, subendo anche un intervento chirurgico, a Parigi, nel corso delle riprese: le scene del film lo ritraggono visibilmente dimagrito. Anche Oliver soffrì di problemi cardiaci a causa del clima torrido ed entrambi contrassero una dissenteria. Per loro venne preparata un'infermeria mobile da usare nelle pause tra le riprese; Laurel riusciva a lavorare per non oltre mezz'ora al giorno. Per il completamento del film, originariamente stimato in dodici settimane, occorse quasi un anno.
Negli Stati Uniti il film uscì nelle sale solo nel 1954 con il titolo Utopia, ridotto a 82 minuti rispetto ai 99 delle versioni europee.

### I nuovi tour teatrali in Europa e le ultime apparizioni in TV (1952-1954)

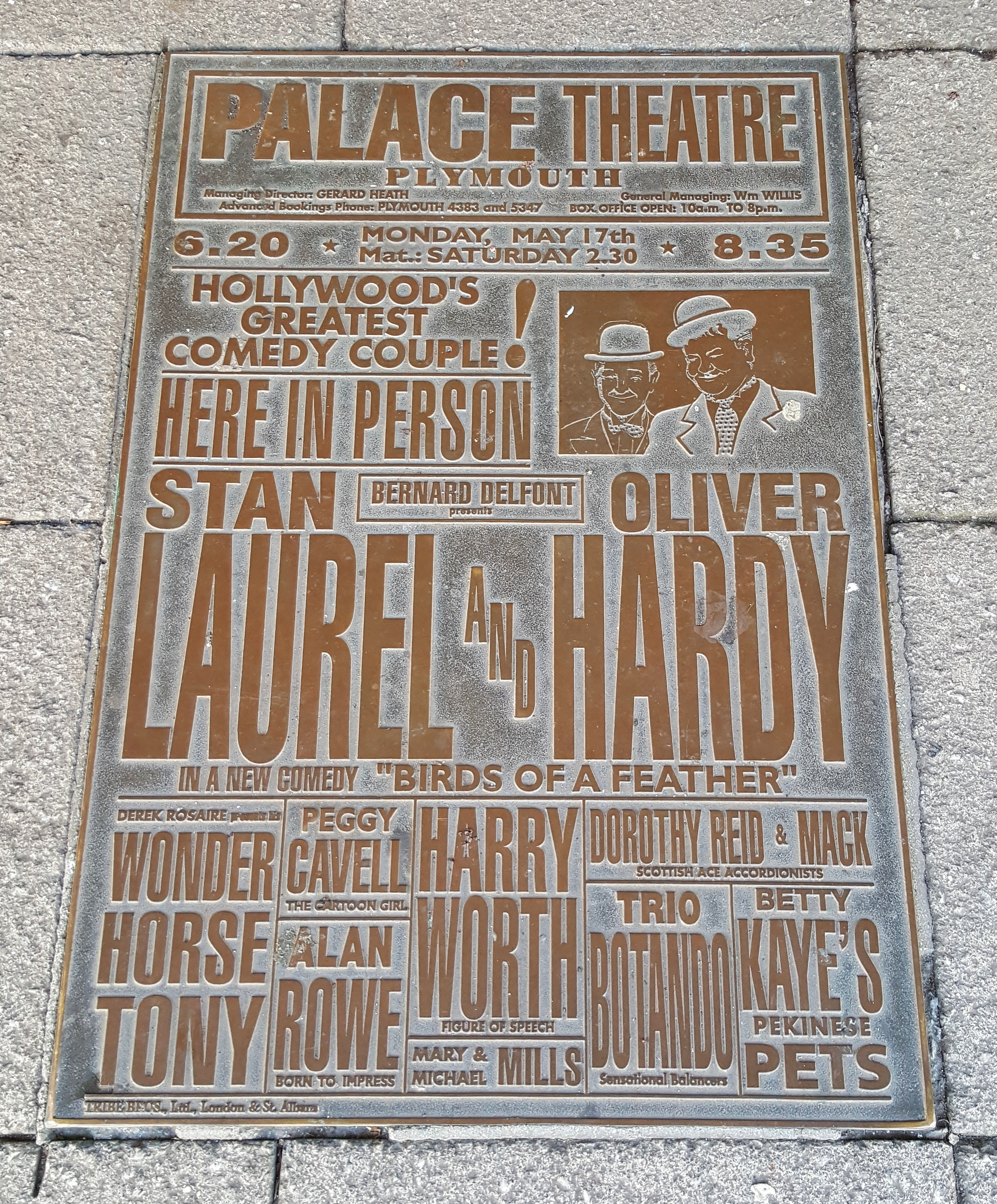
Targa commemorativa dell'ultima esibizione di Stanlio e Ollio a Plymouth, tour britannico del 1954

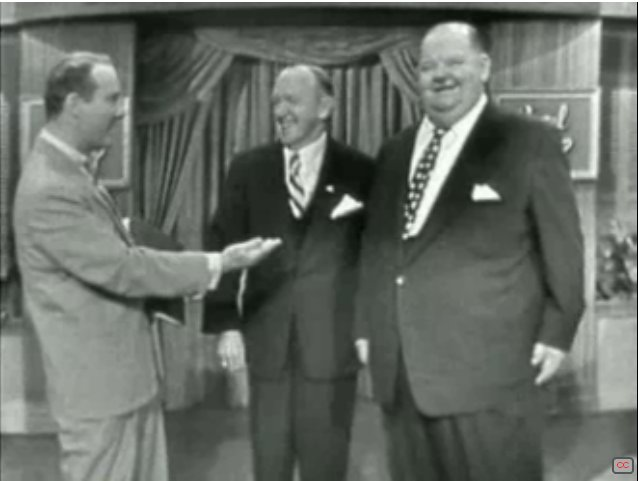
Laurel e Hardy con Ralph Edwards nel programma TV This is your life (dicembre 1954)

Dopo l'insuccesso di Atollo K, la coppia trascorse il resto del 1951 e parte del 1952 a riposo per rimettersi in sesto. Giunsero proposte di lavoro che non si concretizzarono, fra cui una partecipazione al film Two tickets to Broadway e un lungometraggio basato sulle loro vite, propostogli da Billy Wilder. Vi furono offerte anche da uno studio giapponese e dall'italiana Scalera, per un rifacimento in chiave di commedia musicale della Carmen.
Nel 1952 la coppia si ristabilì a sufficienza per imbarcarsi in due nuove tournée teatrali nel Regno Unito e Irlanda, esibendosi con sketch come A spot of trouble e Birds of a Feather; la prima si concluse a settembre del 1953, seguita da una seconda dall'ottobre del 1953 fino al 17 maggio 1954, quando, dopo uno spettacolo a Plymouth, Hardy contrasse una polmonite e fu colpito da un lieve attacco cardiaco, che li costrinse ad annullare il resto delle date. La coppia ripartì per gli Stati Uniti il 2 giugno, appena Hardy si rimise abbastanza per viaggiare.
La TV, già molto diffusa nelle case degli americani agli inizi del decennio, era nei piani futuri della coppia. In quel periodo, Hal Roach, intuendone il potenziale economico e oberato dai debiti, aveva ceduto i diritti di trasmissione di molti film di Stanlio e Ollio al distributore Regal Films, che li vendette alle stazioni TV di tutti gli Stati Uniti. L'esposizione mediatica di quegli anni portò alla coppia una rinnovata popolarità in patria che, tuttavia, non si tradusse in nuove opportunità cinematografiche, né fruttò loro alcun guadagno, non possedendo diritti sui loro film.
Il 1º dicembre 1954 parteciparono al programma TV NBC This is your life, uno show celebrativo a sorpresa della loro carriera. Convinti di dover incontrare il loro impresario Bernard Delfont per una riunione, furono invece introdotti, ignari di quanto stesse per accadere, nello studio, con la complicità, tra gli altri, delle mogli. Laurel ebbe a lamentarsi per il risultato scadente e per il fatto che fossero stati coinvolti senza possibilità di provare lo show.
Nel 1955, Laurel e Hardy fecero la loro ultima apparizione pubblica in un breve intervento filmato per un programma TV della BBC. Nello stesso anno, Hal Roach Junior, che nel frattempo aveva assunto il controllo degli studios del padre, ebbe l'idea di riproporre la coppia in una serie di quattro telefilm di un'ora ciascuno, Le fiabe di Laurel & Hardy. I due accettarono con entusiasmo la proposta. Laurel portò praticamente a termine anche il primo copione (Babes in the woods), ma il 10 aprile 1955, dieci giorni prima dell'inizio programmato delle riprese, fu colpito da un ictus e la lavorazione venne rinviata; quando Stan si riprese, fu Oliver ad avere un attacco di cuore, e così il progetto venne definitivamente accantonato.

### Gli ultimi anni e la morte di Hardy (1955-1957)
(Stan Laurel, dichiarazione alla stampa a proposito della morte di Oliver Hardy, come riportato da Simon Louvish, op.cit.)

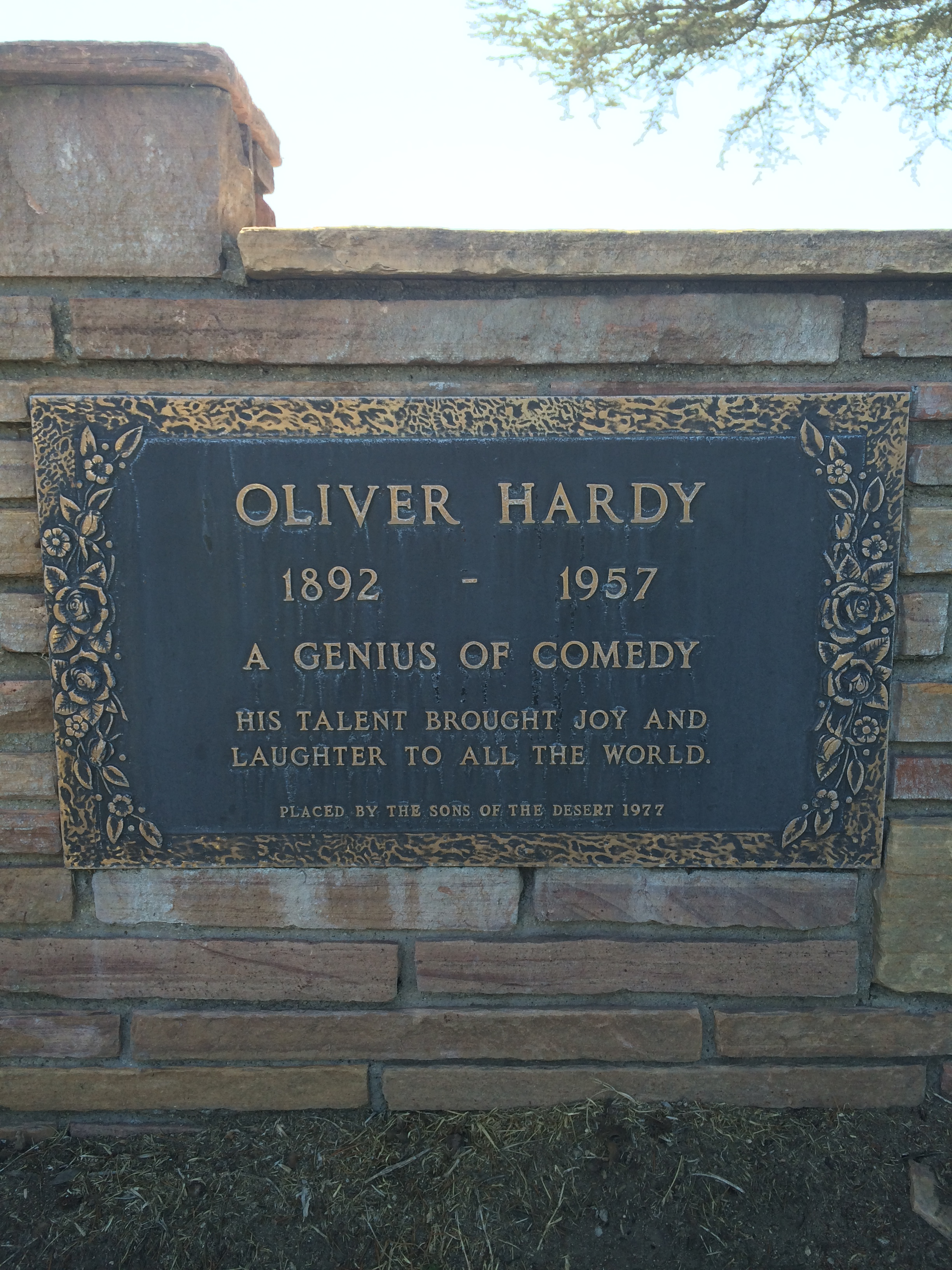
La lapide sulla tomba di Oliver Hardy: «Genio della comicità. Il suo talento portò gioia e risate nel mondo. - Posta a memoria futura dai Figli del Deserto nel 1977»

Nel settembre 1955 Hardy venne colpito da un secondo infarto e successivamente da un ictus. Soffriva anche di calcolosi biliare, che tuttavia non poté essere trattata chirurgicamente a causa delle condizioni cardiache compromesse. Per questo, durante il 1956 si sottopose, su consiglio dei medici, a una dieta rigidissima che lo fece dimagrire di circa settanta chili. L'ultima sessione fotografica della coppia e un breve filmato amatoriale della famiglia di Laurel, entrambi risalenti a quell'anno, ritraggono Stan sereno e sorridente, nonostante un braccio paralizzato dall'ictus dell'anno prima, mentre Oliver appare visibilmente invecchiato e dimagrito, i capelli radi e argentei. Mentre non era ancora tramontato il progetto delle comiche TV e Laurel si dichiarava possibilista al riguardo, il 14 settembre 1956 Hardy venne colpito da un secondo grave ictus che lo lasciò quasi del tutto paralizzato e incapace di parlare. Ne subì altri due agli inizi di agosto 1957, entrando in un coma dal quale non si riprese più.
Hardy morì il 7 agosto 1957, all'età di 65 anni. Laurel, che negli ultimi mesi lo aveva assistito, rimase sconvolto, ma non presenziò alle sue esequie. Questa assenza fu in seguito usata a sostegno dell'ipotesi che i due nella vita reale si ignorassero; in realtà Laurel non poté recarsi al funerale a causa del divieto di uscire impostogli dal medico curante e commentò la sua assenza con le sole parole: "Babe avrebbe capito".
Oliver Hardy era un membro della massoneria e furono i Fratelli della loggia «Shrine, Ordine arabico dei nobili del santuario mistico» a prendersi cura dei suoi funerali. Venne cremato e le sue ceneri tumulate al Valhalla Memorial Park Cemetery a Hollywood.

### La morte di Laurel (1957-1965)
Dopo la morte di Hardy, Laurel decise di non partecipare più a nessun film e di ritirarsi completamente dalla vita pubblica. Nell'estate del 1957 si trasferì con la moglie in un appartamento a Malibù e da lì, nel 1958, a Santa Monica, in un appartamento dell'hotel Oceana, dove continuò a scrivere materiale per film e spettacoli, rispondere metodicamente alle lettere e alle telefonate degli ammiratori, e riceverne di sconosciuti e famosi come Dick Van Dyke, Peter Sellers, Danny Kaye, Dick Cavett, Marcel Marceau e Jerry Lewis. Quest'ultimo gli offrì un contratto di consulenza artistica per i suoi film a 100 000 dollari l'anno, ma Laurel declinò. Malgrado le voci di una sua presunta indigenza, generate da un articolo giornalistico del 1959, Laurel visse agiatamente, grazie a investimenti effettuati già dagli anni trenta, nonostante il suo patrimonio fosse stato intaccato dal crollo di Wall Street, da tasse e assegni di mantenimento dei suoi numerosi matrimoni.
Nel 1961 venne gratificato con il premio Oscar alla carriera e, nel 1963, con lo Screen Actors Guild Life Achievement Award; in entrambi i casi, impossibilitato a ritirare i riconoscimenti di persona per ragioni di salute, fu Danny Kaye a farlo per suo conto. Sempre nel 1963 il regista Stanley Kramer gli propose un cameo nel suo film Questo pazzo, pazzo, pazzo, pazzo mondo, ma Laurel, fedele al suo proposito di non lavorare più senza Hardy, rifiutò.
La sua salute declinò verso la fine del 1964. Le biografie riportano che, ricoverato in ospedale, in punto di morte si rivolse all'infermiera che lo assisteva per un'ultima gag: «Mi piacerebbe essere in montagna a sciare». L'infermiera gli chiese: «Le piace sciare, Signor Laurel?». «No, lo detesto, ma è sempre meglio che stare qui!».
Laurel morì di infarto il 23 febbraio 1965, all'età di 74 anni. Venne sepolto presso il Forest Lawn Memorial Park a Los Angeles.

## Caratterizzazione dei personaggi
(Stan Laurel.)

Caricatura da manifesto di Stanlio e Ollio

La coppia dei due personaggi compare in oltre un centinaio di film con caratteristiche che vengono mantenute.

### Stanlio
Il personaggio di Stanlio (Stanley Laurel, Stan, o Mr. Laurel nell'originale inglese) è magro dal volto sorridente, dalle orecchie a sventola e con i capelli spettinati, sempre ispidi e sollevati, che gratta spesso, specialmente quando non riesce a capire qualcosa o quando li arruffa contorcendo il viso in una buffa espressione di malessere e lamentandosi o frignando per le percosse che talvolta Ollio, esasperato per i disastri in cui è stato coinvolto, gli infligge servendosi spesso della sua bombetta più grande di quella di Stanlio; due cappelli identici che finiscono spesso per scambiarsi erroneamente, dando vita a molte gag differenti. 
Nei film, Laurel incarnava il personaggio semplice e infantile, caratterizzato come un perdente umile, goffo e distratto. Non sempre Stanlio soccombe nelle liti: talora, quando viene provocato, reagisce furiosamente o con "colpi bassi" tali da stendere al tappeto il suo aggressore (Andiamo a lavorare, Noi siamo zingarelli o Noi siamo le colonne). Stanlio è rappresentato a volte come un marito borghese che possiede una bella casa in cui vive con una moglie dispotica che lo tiranneggia, condividendo così le stesse condizioni in cui versa Ollio; quando capita che i due cerchino di ingannare le loro donne per andare a divertirsi, finiscono entrambi nei guai subendo un doppio attacco dalle relative consorti. Tra le strane doti irrazionali di Stanlio ci sono alcuni apparentemente semplici giochi con le mani che Ollio si danna inutilmente nei tentativi di imitare (e con lui gli spettatori del film). Altre surreali qualità di Stanlio sono l'accensione del pollice come fosse un accendino, l'attitudine al picacismo (evidente nella scena delle mele di cera ne I figli del deserto e quando divora il cappello di Ollio ne I fanciulli del West) e il movimento frenetico delle orecchie in situazioni di sorpresa o pericolo. Un'altra peculiarità di Stanlio è il suo pianto stridulo e terrorizzato quando capisce di aver combinato qualche guaio e si aspetta una reazione violenta dall'amico o da qualche antagonista.

### Ollio
Il personaggio di Ollio (Oliver Hardy, Ollie, Babe, Oliver o Mr. Hardy nell'originale inglese) è un tipo corpulento; è più alto dell'amico e tra i film del 1937 fino al 1951 il suo peso aumenterà molto viste le reali condizioni di obesità dell'interprete. I suoi capelli neri, lisci e lucenti, sono fissati alla fronte con della brillantina; ha un paio di baffetti a spazzolino e, come Stanlio, indossa una bombetta e una giacca.
Nei film, Hardy interpretava il partner paterno, spesso presuntuoso e poco tollerante, ritratto come un prepotente pomposo con un ego delicato. Rispetto all'amico, che appare sempre allegro, è un essere sconsolato, che entra in crisi morale dal primo momento in cui il compagno d'avventure incomincia a creare pasticci. Si rivela più sciocco di Stanlio e persino la moglie non lo ascolta e lo contraddice sempre. Cerca sempre di migliorare le proprie condizioni economiche e sociali, tanto da arrivare a candidarsi come sindaco ne I polli tornano a casa. Quando si trova in un pasticcio, crede di essere il più intelligente della coppia e propone le sue idee, ma alla fine è sempre costretto a sottostare ai piani curiosi dell'amico. Cerca di affermarsi nei confronti di Stanlio, ad esempio se questi adocchia qualcosa o vuole compiere una specifica azione viene sempre frenato sul partire da Ollio, che lo agguanta per la giacca e lo trascina dietro a sé, indicandosi con il dito, facendo capire che per natura tocca sempre prima a lui. Alla fine sarà Stanlio a essere il più furbo, perché Ollio in queste situazioni incappa in qualche guaio e Stanlio lo deride con i suoi sorrisini spingendo Ollio a vendicarsi. Il personaggio è in grado di sventolare il proprio cravattino come per esprimere gioia, imbarazzo o mascherare la paura che è presente in tutti i film della coppia. Secondo il produttore ufficiale, questa gag risale alle riprese del corto muto Perché le ragazze amano i marinai?, in cui il personaggio si sarebbe deterso il sudore con la cravatta, ma trovandosi dinanzi a delle attrici, in profondo imbarazzo l'avrebbe sventolata per apparire divertente. Tale mossa sarebbe piaciuta a Hal Roach che l'avrebbe consigliata a Hardy per le successive comiche. Ollio, oltre a essere un bravo cantante (essendo l'attore un tenore, come dimostra nei film Allegri legionari, Muraglie e I diavoli volanti), è anche un gran dongiovanni ed è sempre alla ricerca di una donna. Stanlio però riesce a rovinare anche questi progetti.

### La coppia
I personaggi del duo comico non sono nati dal nulla in un giorno; sono stati creati con un processo di evoluzione creativa nel corso degli anni; tra il 1920 e il 1930 molte storie si basavano sulle loro capacità creative e d'improvvisazione e si divertivano assieme alla troupe a migliorare gli sketch, senza un preciso copione da seguire. Dal 1914 Stan decise di aggiungere una bombetta come copricapo della coppia, sostenendo che quel tipo di cappello è sempre appartenuto al trucco dei personaggi fumettistici, accattivanti per il pubblico. Hardy è cresciuto con i modi del sud, quindi appare sempre cortese e galante quando si rivolge alle donne o presenta degli uomini, con una certa enfasi di effetto comico. La loro essenza artistica risiedeva nella goffaggine e nell'ignoranza con cui approcciavano le avventure e i rapporti con le persone e la caratteristica innocenza della coppia era un segno distintivo. Ollio, conformemente al suo personaggio serioso, indossa la cravatta che usa agitare in segno di saluto o per accattivarsi la simpatia delle persone, mentre Stanlio porta il farfallino che gli dona un'aria più sbarazzina e comica.
Il film Agli ordini di sua altezza (1929) ha introdotto due gag comiche, portate avanti dalla coppia anche negli anni successivi. La prima consisteva nell'aggressività di Ollio nell'entrare prima di Stanlio in una stanza, tuttavia Stan, pur accettando la tendenza del caro amico, cercava sempre il modo di superarlo a sua insaputa tentando di intrufolarsi per primo nel locale sfruttando le sue minute dimensioni. La seconda è stato il gesto divenuto famoso usato da Ollio nel firmare un documento con penna o altri strumenti di scrittura. Altra tipica situazione delle loro gag era la contemporanea e graduale distruzione reciproca di un qualche oggetto che per ripicca colpo su colpo veniva smontato, distrutto o lanciato: famosa la scenetta dove l'auto (la Ford Model T) dei due e quella dell'antagonista vengono smantellate a poco a poco per ricambiarsi reciprocamente i danni ricevuti, altre scene simili si possono trovare in Affari in grande (1929) o in Questioni d'onore (1935) . Altra celebre caratteristica di entrambi i personaggi era la risata; in almeno una decina dei loro film più famosi, i due imperversano in una lunga e irrefrenabile risata che porta automaticamente lo spettatore a seguirli, come in La sbornia e Lo sbaglio (1930), Ospiti inattesi (1932) e in Fra Diavolo (1933). Le avventure della coppia si concludono spesso malamente per i due anche se Stanlio riesce in genere a uscirne illeso, con Ollio avvilito ed è in questa occasione che si verificava il look in camera da parte di Ollio, rivolgendosi sconsolato direttamente agli spettatori per cercare da loro comprensione e partecipazione alle sue disgrazie. Il duo ha interpretato una grande varietà di ruoli, simulando la vita di tutti i giorni; dai poveri vagabondi ai ricchi uomini d'affari, dai marinai ai soldati o i detenuti in prigione. Qualunque fosse il ruolo svolto, riuscivano sempre a toccare il pubblico con la loro verità e sincerità.
Gran parte dei soggetti e delle sceneggiature si basa su canovacci ricorrenti: Stanlio e Ollio o sono impegnati in un particolare impiego, causando divertenti e strambe situazioni (come Il tocco finale o Blue Boy, un cavallo per un quadro), oppure recitano nel ruolo di mariti. Fu questa seconda opzione a metterli in condizione di esprimere al meglio la loro comicità, perché Stan e Oliver, essendo in compagnia di due donne che non approvavano il loro carattere e i loro modi di fare, mettevano nelle comiche in seria difficoltà gli stereotipi dei due personaggi, facendoli apparire più impacciati e goffi. Una buona spinta per dare maggiore ilarità a questa seconda situazione era un tentativo di Laurel e Hardy di tradire le mogli con una scappatella assieme a due ragazze più belle e più allegre che si concludeva sempre con la scoperta del misfatto da parte delle mogli severe mediante la soffiata di una vecchia pettegola che sfociava in una battaglia finale in cui soccombevano i poveri Stan e Oliver.
Nel 1928 Leo McCarey, regista prolifico soprattutto negli anni cinquanta e sessanta che lavorò molto con la coppia Stanlio e Ollio all'epoca del muto, ebbe molto da dire sulla comicità di Stanlio e Ollio per un episodio a cui assisté personalmente: «Un giorno stavamo girando una scena a dieci metri da terra. Stan era nervoso, diceva di non sentirsi sicuro. Babe cercava di rassicurarlo, ma alla vista di Stan sempre più terrorizzato, si spazientì e saltò giù per dimostrargli che non c'era nulla da temere [...] » con il prevedibile risultato, dato il suo peso di 130 chili, del cedimento rovinoso della piattaforma tra le risate dei presenti. Nacque così una tipica scenetta dei loro film, tante volte ripetuta ma sempre esilarante per il contrasto tra il faccione serio e irritato di Hardy e la ridicola caduta.
La colonna sonora The Cuckoo Song, composta da Marvin Hatley e usata per la prima volta ne I ladroni (1930) divenne celebre. Così in parte anche per altri motivetti e balli improvvisati della coppia, come nel film I fanciulli del West o Guardo gli asini che volano nel ciel dal film I diavoli volanti o il balletto di Honolulu Baby de I figli del deserto.

## Edizioni in lingua straniera

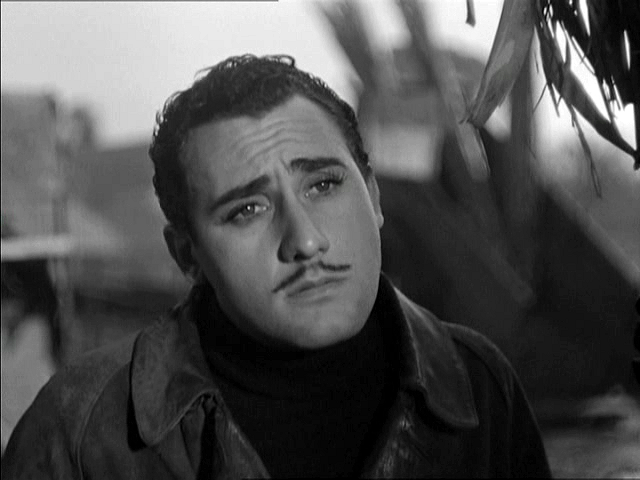
Alberto Sordi, doppiatore di Ollio tra il 1939 e il 1951

Al di fuori dell'ambito anglosassone, una delle peculiarità della coppia è il modo di parlare storpiato. Essa nacque nel 1929 da una trovata casuale del produttore Hal Roach: in quell'anno venne infatti girato il loro primo cortometraggio sonoro, Non abituati come siamo. All'epoca il doppiaggio non era stato ancora inventato, pertanto, desiderando rendere le proprie pellicole più appetibili per il mercato non anglofono, Roach fece girare ciascuna scena cinque volte in altrettante lingue (oltre al natio inglese, anche in francese, tedesco, spagnolo e italiano): a ogni sequenza gli attori secondari venivano sostituiti con interpreti madrelingua, mentre Stanlio & Ollio recitavano nelle varie lingue leggendo le battute sul gobbo posizionato dietro la macchina da presa.
L'effetto di tale meccanismo fu involontariamente comico, perché i due protagonisti, non conoscendo le lingue straniere, tendevano ad alterarne le parole spostandone gli accenti, come in "stupìdo" o "automobìle"; gli spettatori non anglofoni si affezionarono tanto a questo modo buffo di parlare che, quando nel 1933 venne introdotto il doppiaggio, i distributori pretesero che i doppiatori mantenessero questa peculiarità. La pronuncia inglesizzata venne quindi mantenuta nelle sonorizzazioni italiane, francesi, spagnole e tedesche.
Per quel che concerne la lingua italiana, varie coppie di doppiatori iniziarono ad alternarsi a prestare le voci a Laurel & Hardy, ciascuna con un proprio stile: l'identità vocale definitiva dei due personaggi si consolidò nel 1939 grazie a Mauro Zambuto e Alberto Sordi, che furono capaci di caratterizzarli in modo significativo e peculiare. Alberto Sordi apportò una modifica importante alla voce di Ollio, trasformandola in basso (mentre il vero Hardy aveva un timbro marcatamente tenorile), con risate profonde e lamenti vibranti nei momenti di malessere; Zambuto diede invece a Stanlio una voce molto acuta, che nel gridato e nel pianto sfocia addirittura nel falsetto. Le coppie di doppiatori che succedettero loro (Franco Latini-Carlo Croccolo ed Enzo Garinei-Giorgio Ariani) si mantennero fedeli a questa impostazione.

### Film recitati in spagnolo
- Ladrones (ver. alt. di I due ladroni), regia di James Parrott (1930)
- La Vida Nocturna (ver. alt. di La sbornia), regia di James Parrott (1930)
- De tal palo tal astilla (ver. alt. di I monelli), (1930)
- Tiembla y titubea (ver. alt. di Sotto zero), regia di James Parrott (1930)
- Radio-mania (ver. alt. di Un marito servizievole), regia di James Parrott (1930)
- Noche de duendes (ver. alt. di L'eredità / Concerto di violoncello), regia di James Parrott (1930)
- Los calaveras (ver. alt. di La bugia / Non c'è niente da ridere), regia di James Parrott e James W. Horne (1931)
- Politiquerías (ver. alt. di Donne e guai), regia di James W. Horne (1931)
- De bote en bote (ver. alt. di Muraglie), regia di James Parrott e James W. Horne (1931)

### Film recitati in francese
- Une nuit extravagante (ver. alt. di La sbornia), regia di James Parrott (1930)
- Les bons petit diables (ver. alt. di I monelli), regia di James Parrott (1930)
- Feu mon oncle (ver. alt. di L'eredità / Concerto di violoncello), regia di James Parrott (1930)
- Pèle-mèle (ver. alt. di Un marito servizievole), regia di James Parrott (1930)
- Les carottiers (ver. alt. di La bugia / Non c'è niente da ridere), regia di James Parrott e James W. Horne (1931)
- Sous les verrous (ver. alt. di Muraglie), regia di James Parrott e James W. Horne (1931)

### Film recitati in tedesco
- Gluckliche kindheit (ver. alt. di I monelli), regia di James Parrott (1930)
- Spuk im mitternach Drei millionen dollar (ver. alt. di L'eredità / Concerto di violoncello), regia di James Parrott (1930)
- Hinter Schloss und Riegel (ver. alt. di Muraglie), regia di James Parrott e James W. Horne (1931)

### Film recitati in italiano
- I ladroni (ver. alt.), regia di James Parrott (1930)
- Muraglie (ver. alt.), regia di James Parrott e James W. Horne (1931)

Entrambi i film girati in lingua italiana sono ritenuti perduti.

## Film a colori

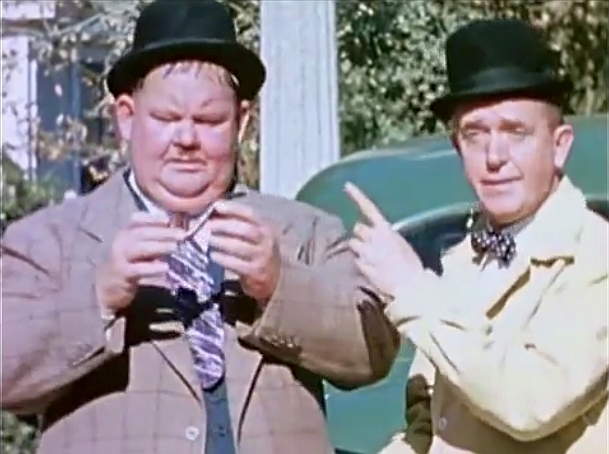
Nel documentario a colori L'albero in provetta (1943)

Salvo un'eccezione minore, tutti i film di Stanlio e Ollio furono prodotti su pellicola monocromatica; solo in seguito, con l'invenzione delle specifiche tecnologie, a partire dal 1983 si assistette a una massiccia opera di colorizzazione digitale del loro catalogo, a iniziare da I fanciulli del West, tra i primi film in bianco e nero in assoluto a esservi sottoposto.
L'unico film girato a colori fin dall'origine con Stanlio & Ollio, dove apparvero in un cameo, fu il film-operetta Il canto del bandito, del 1930, diretto da Lionel Barrymore. Tutte le copie integrali di questo film sono andate perdute a causa dei difetti del Technicolor dell'epoca. Sono sopravvissute, in cattivo stato di conservazione, solo una scena musicale iniziale di 5 minuti, un altro sketch centrale, una gag con Stanlio & Ollio (che si ritirano nella caverna di un orso) e il trailer originale dell'epoca.
Sono noti soltanto altri due contributi filmati a colori originali in cui la coppia compare insieme:
- L'albero in provetta (girato in 16 mm tra febbraio e marzo 1943 durante una pausa di lavorazione del film Allegri imbroglioni): si tratta di un breve documentario (un rullo)[48] di carattere propagandistico finanziato dal governo degli Stati Uniti per il Dipartimento dell'Agricoltura[86]
- Un filmato amatoriale della famiglia di Laurel girato nel 1956[67][87]

## Critica
(Stan Laurel. Intervista riportata nel libro di John McCabe, Mr Laurel & Mr Hardy. Ediz. critica, Sagoma, 2017)
I film della coppia sono stati spesso sottovalutati dalla critica cinematografica, probabilmente perché accusati di non possedere un messaggio sociale come i capolavori di Charlie Chaplin. In realtà Laurel & Hardy interpretano la società statunitense degli anni trenta ancora prostrata dalla crisi del 1929, formata da emarginati, vittime dei prepotenti e dei ricchi. A questa società essi non offrono sogni e speranze per l'avvenire ma soltanto risate, medicina efficace ma temporanea, un palliativo anestetizzante dei mali quotidiani.

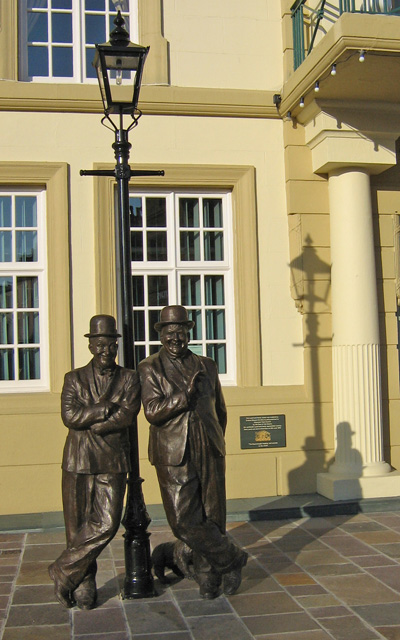
Statua raffigurante Stanlio e Ollio (Ulverston-Inghilterra)

La morale dei loro film, molto spesso realisticamente pessimista, raramente vede il trionfo del bene e della giustizia con il classico "lieto fine". Sotto la veste comica i loro film nascondono una grande quantità di situazioni sociali quotidiane: drammi domestici, soprusi verso il più debole, vagabondi e disoccupati in cerca di lavoro. Il loro è un esempio di umorismo puro in tutte le sue sfumature che nasce senza espliciti messaggi ideali, senza doppi sensi, senza riferimenti salaci, senza eccessive movenze del corpo: la loro è una normalità comica connaturata. Si offrono come sono e il pubblico li accoglie con le risate.
Come diceva il regista e comico francese Pierre Étaix: «Basta vederli, anche se non fanno niente». «Secondo Jean-Pierre Coursodon la radice del fenomeno, che è anche la ragione del perdurante successo della coppia, risiederebbe in «un fatto morfologico indiscutibile: erano piacevoli da guardare […] Il loro contrasto era così totale che si sarebbero potuti credere due personaggi dei fumetti cui fosse stata magicamente donata la vita». Il critico francese non manca di ricordare che lo stesso Hardy dichiarava d'aver basato il proprio personaggio su un oscuro cartoon degli anni Venti, Helpful Henry di J. P. Arnot.» «Non solo si opponevano fisicamente, ma si completavano […] Qualsiasi gesto, qualsiasi iniziativa dell'uno trovava la propria causa e conseguenza nell'altro.».
Le personalità di Stanlio & Ollio sono prive di cattiveria: quando provano ad agire maliziosamente, qualcosa li tramuta in uomini ingenui e buoni che cercano, sia pure maldestramente, di rendersi utili a chi ne ha bisogno. Sono due adulti rimasti bambini che non capiscono cosa sia il male, lo ignorano e ne diventano vittime inconsapevoli. Non a caso sono proprio i bambini che si appassionano ancora oggi alle storie dei due personaggi, li sentono amici coetanei poiché vedono in quei due adulti la loro stessa infanzia, così come gli adulti riscoprono nella risata la loro stessa innocenza infantile.
Se alcuni dei loro numerosi film sono da considerare di scarsa qualità, questo è dovuto essenzialmente alle scarse capacità dei produttori, sceneggiatori e registi delle maggiori case cinematografiche di allora (come la Twentieth Century Fox, ad esempio, negli anni quaranta) che dopo aver fatto conoscere al mondo intero la grande coppia, ne vollero sfruttare il successo commerciale fino all'ultimo, proponendo film dal contenuto improbabile, associandoli ad attori non alla loro altezza o inserendoli in commedie musicali in cui la loro recitazione il più delle volte risultava avulsa dal resto del film. Al di là delle considerazioni della critica, il pubblico di ogni tempo continua a consacrare il successo di questi due attori.

## Successo

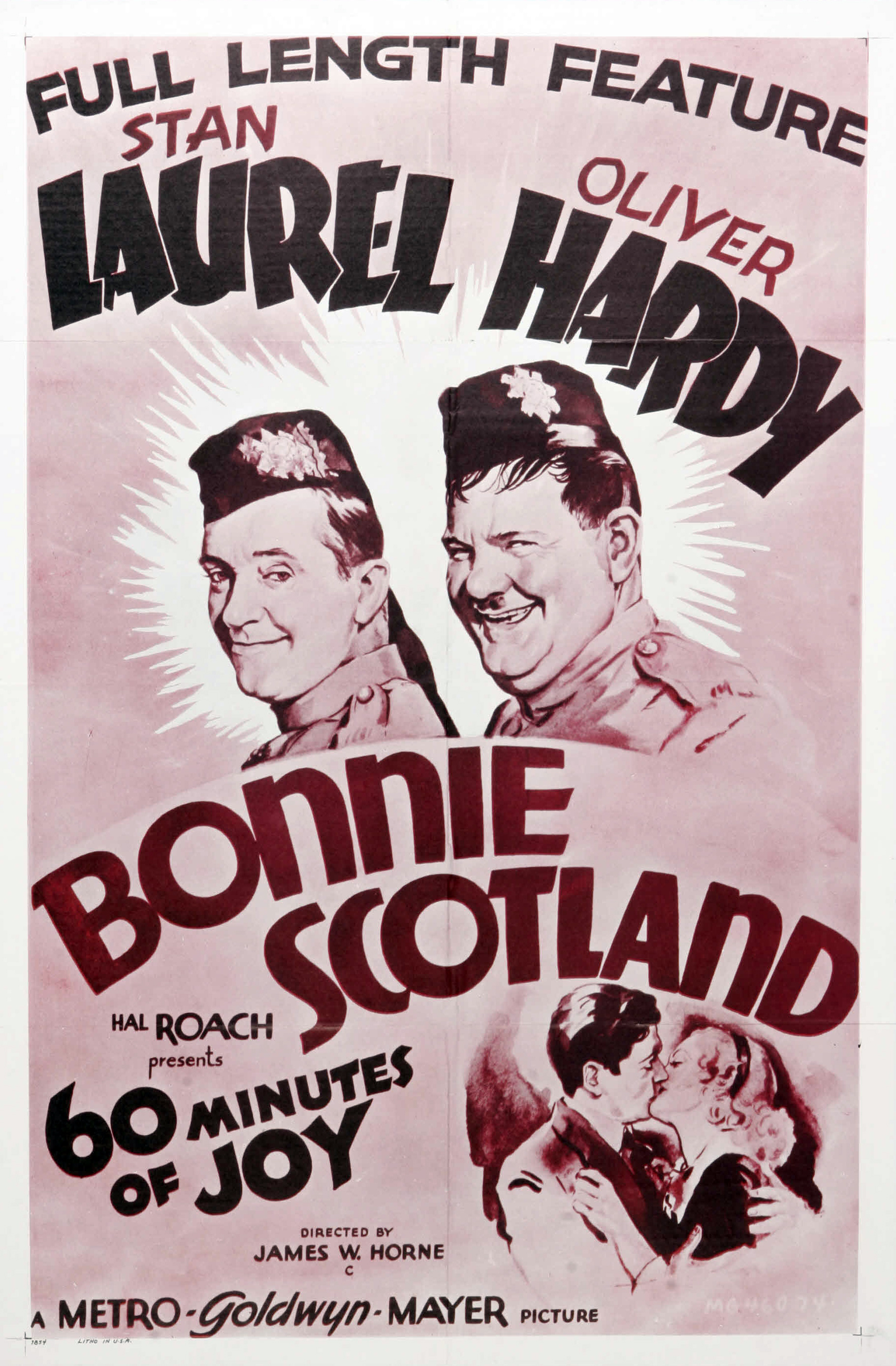
Poster del film con Stanlio e Ollio: Gli allegri Scozzesi (Bonnie Scotland) del 1935

I due attori comici cominciarono a essere noti in Italia in piena era fascista quando nel 1931 fu importato il loro film Muraglie. Mussolini stesso spesso si lasciava andare all'ilarità assistendo in proiezioni private alle loro scenette. Il "Duce" era un grande ammiratore della coppia comica, al punto di girare con la bombetta in testa sentenziando: «Siamo rimasti in tre a portare la bombetta: io, Laurel e Hardy!». Un altro inatteso fan della coppia si dice sia stato papa Pio XII, personaggio mistico e riflessivo, che si sarebbe deliziato dei film dei due che addirittura, come si dice in alcune fonti, volle ricevere in Vaticano in udienza privata, sebbene non ignorasse il tormentato percorso matrimoniale di Stan, sposato per cinque volte, e di Hardy, che ripeté l'esperienza matrimoniale per tre volte.
Inizialmente i due erano conosciuti come Crik e Crok è con questi soprannomi che negli anni quaranta e cinquanta i ragazzini, che avevano adattato delle parole alla musichetta marchio dei loro film The cuckoo song, cantavano il motivetto cantilenante: «È morto Crik, è morto Crok, povero Crik, povero Crok.» I nomi "Stanlio" e "Ollio" furono un'idea di Hal Roach che nel film Fra Diavolo diede ai due protagonisti nomi italianizzati in quanto la storia si svolgeva nel Nord Italia.
Il successo in America cominciò a declinare e così Stan e Ollie si recarono in Europa, dove fecero, dal 1947 al 1954, numerose tournée in Francia, Inghilterra, Belgio e Danimarca: il nuovo successo fu immediato, dato che le TV locali decisero di trasmettere gran parte delle comiche di Stanlio e Ollio di una volta e una buona parte dei loro film degli anni trenta.
In Italia il successo di Stanlio e Ollio fu assai popolare, tanto che ancora oggi le loro comiche vengono riproposte sulle reti televisive. Dopo la loro comparsa nel cinema italiano, Stanlio e Ollio sbarcarono in televisione. Verso la fine del 1960 fino agli anni settanta la TV trasmise tutti i cortometraggi della coppia, con il doppiaggio di Franco Latini e Carlo Croccolo, mentre a partire dalla seconda metà del 1980 la RAI mandò in onda tutte le comiche mute rese "sonore" dalle musiche di Piero Montanari e il doppiaggio di Enzo Garinei e Giorgio Ariani, che leggevano i cartelli delle battute ad alta voce. Vennero doppiati anche i lungometraggi Allegri eroi del 1935, Allegri gemelli del 1936 e I fanciulli del West del 1937 in quanto i doppiaggi precedenti non erano disponibili. Dal 1991 al 1992 vennero doppiate anche alcune comiche come La scala musicale oppure Ospedale di contea, per il commercio in VHS anche nella versione colorata dal restauro americano degli anni ottanta. Negli anni ottanta ci furono le trasmissioni Laurel & Hardy - Due teste senza cervello (1985) e Zuppa e noccioline (1988) trasmesse da Rai 1, negli anni novanta vennero trasmesse le comiche nelle nuove versioni colorizzate, trasmesse da Rai 2 nel ciclo Quando ridere faceva ridere. Dai primi anni del 2000 le reti Mediaset hanno acquistato i diritti per trasmettere tutte le comiche e i film di Stanlio e Ollio e in alcuni casi venne prodotto una versione restaurata di alcune comiche come il ricolorato Tempo di pic-nic (1929), Tutto in ordine (1932) oppure Stanlio e Ollio teste dure (1938) e, tra il 2003 e il 2008, ha finanziato anche il nuovo doppiaggio dei film Sim salà bim (1942), Ciao amici! (1941) e I maestri di ballo (1943). Dal 2011 Rai 3 ha trasmesso Per ridere insieme con Stanlio e Ollio. Le comiche e i film continuano ad essere vendute in DVD.

## Influenza culturale

### Cinema
Nel 2018 è uscito il film Stanlio & Ollio (Stan & Ollie), diretto da Jon S. Baird e interpretato da Steve Coogan e John C. Reilly.

### Documentari
- I re della risata (1970)
- Laurel & Hardy - Due teste senza cervello (1985)

### Fumetti
Nella serie della macchina del tempo, Topolino e Pippo incontrano Stanlio e Ollio nella storia Topolino e il mistero di Stanlio e Ollio.
Nel 2023 esce, edita dalla ReNoir Comics di Milano, la graphic novel Stan&Ollie.

### Televisione
Dal 1966 al 1967 la Hanna-Barbera produsse una serie televisiva animata di 156 episodi intitolata Stanlio & Ollio.
Sono citati nello sceneggiato parodistico I promessi sposi de Il Trio.

### Merchandising
Sono state pubblicate numerose serie a fumetti sulla coppia dal 1949, un gioco da tavolo nel 1962, un gioco di carte nel 1972, e il videogioco Laurel & Hardy nel 1987.

### Internazionale
- (DE) Norbert Aping, Das kleine Dick und Doof Buch, Schüren, 2004, ISBN 978-3-7410-0414-8.
- (EN) William K. Everson, The Films of Laurel and Hardy, Citadel Press, 1967, ISBN 0806501464. (ultima ristampa: 1997).
- (EN) Wes D. Gehring, Laurel & Hardy: A Bio-bibliography, Greenwood Publishing Group, 1990, ISBN 031325172X.
- (EN) Danny Lawrence, Stan Laurel, Echoes of a British Boyhood, McFarland & Company,Inc.,Publishers, 2011, ISBN 978-0-7864-6312-1.
- (EN) Simon Louvish, Stan & Ollie: the Roots of Comedy, Faber And Faber Ltd., 2002, ISBN 9780571215904. (edizione italiana: Stanlio e Ollio - Le radici della comicità, Frassinelli, Milano, 2003).
- (EN) Scott MacGillivray, Laurel & Hardy: From the Forties Forward, Vestal Press, 1998, ISBN 187951141X.
- (EN) Leonard Maltin, Movie Comedy Teams, New American Library, 1970, ISBN 0451044533.
- (EN) A.J. Marriot, Laurel & Hardy - The British Tours, A.J.Marriot, Blackpool, 1993, ISBN 0952130807.
- (EN) John McCabe, Al Kilgore e Richard Bann, Laurel and Hardy, E. P. Dutton & Co., 1975, ISBN 0525143955.
- (EN) Willie McIntyre, The Laurel and Hardy Digest, Willie McIntyre, 1998, ISBN 095329580X.
- (EN) Glenn Mitchell, The Laurel & Hardy Encyclopedia, Batsford, 1995, ISBN 9780713477115.
- (EN) Scott Allen Nollen, The Boys: The Cinematic World of Laurel and Hardy, McFarland, Incorporated, Publishers, 2001, ISBN 9780786411153.
- (EN) Brian J. Robb, Laurel & Hardy (Pocket Essentials), Old Castle, 2001, ISBN 9781903047606.
- (EN) Jack Scagnetti, The Laurel and Hardy Scrapbook, Jonathan David Publishers, 1976, ISBN 9780824602079.
- (EN) Randy Skretvedt, Laurel and Hardy, the magic behind the movies, Moonstone Press, 1987, ISBN 978-1937878047.
- (EN) Rob Stone e David Wyatt, Laurel Or Hardy: The Solo Films of Stan Laurel and Oliver "Babe" Hardy, Split Reel Books, 1996, ISBN 9780965238403.
- (EN) Richard Lewis Ward, A History of the Hal Roach Studios, SIU Press, 2006, ISBN 9780809327270.

### In italiano
- Benedetto Gemma, Andrea Ciaffaroni, Tiziano Medici, Alessandro Rossini e Antonio Costa Barbé, I film antologici di Stanlio & Ollio, Noi siamo le colonne, 2005.
- Marco Giusti, Stan Laurel & Oliver Hardy, Il Castoro, 1997, ISBN 9788880330875.
- Giancarlo Governi, Laurel & Hardy, due teste senza cervello, Rai Libri, 1990, ISBN 9788839700513.
- Ernesto G. Laura, Quando Los Angeles si chiamava Hollywood, Bulzoni, 1996 (prima edizione in rivista, "Bianco e Nero", 1977).
- John McCabe, Mr. Laurel & Mr. Hardy, l'unica biografia autorizzata di Stanlio e Ollio, a cura di Andrea Ciaffaroni, Stefano Cacciagrano, Benedetto Gemma, Gabriele Gimmelli, ed. Sagoma editore, Vimercate (MB), novembre 2017.
- Camillo Moscati, Stanlio & Ollio, la coppia della risata, ed. Lo Vecchio, Milano, 1989.
- Mario Quargnolo, La parola ripudiata, La Cineteca del Friuli, Gemona (Ud), 1986.
- Gianluca Buttolo, Stan&Ollie, ReNoir Comics, Milano, 2023. ISBN 978-8865672778